# White Triplex
La White Triplex (aussi connue comme la "Triplex Spécial" et "Spirit of Elkdom") était une voiture Américaine de records de vitesse sur terre construite pour J. H. White et pilotée par Ray Keech. Elle est propulsée par trois moteurs d'avion Liberty de 27 litres de cylindrée chacun, pour un total de 36 cylindres et 81 litres de cylindrée, et devant délivrer 1 500 ch.

## Genèse
J. H. White, un riche Américain de Philadelphie (sans rapport avec la White Motor Company), voulant prendre les records de vitesse sur terre aux Anglais, les a ensuite partagés dans un duel entre Henry Segrave et Malcolm Campbell.
Aucun moteur disponible ne pouvait rivaliser avec le Napier Lion britannique, et donc le châssis le plus simple possible fut construit pour accueillir trois moteurs d'avion Liberty provenant du surplus de guerre. Le véhicule était simple, sans embrayage ni boîte de vitesses, avec un rapport de pont fixe. Une fois démarré par poussée, il fallait continuer à rouler. Le confort du pilote était minimaliste: le moteur avant était enveloppé dans une tentative brute de carrosserie, les deux autres montés côte à côte derrière lui étaient dénudés, et le conducteur était perché entre eux et celui de devant.

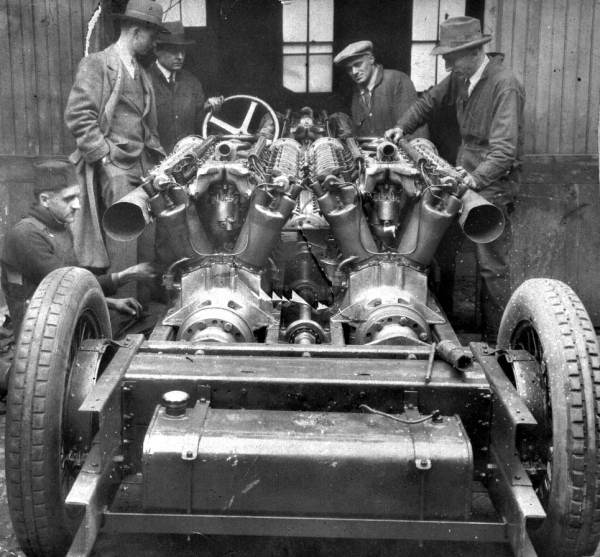
Les trois moteurs

## La tentative de record de Ray Keech
Étant pilote de course établi, Ray Keech fut engagé pour la conduire. Les premiers essais furent dangereux, et Keech fut blessé par brûlures pendant les deux: d'abord à partir de l'éclatement d'un tuyau de radiateur, puis par les flammes d'échappement du moteur à l'avant.
La simplicité de la conception a également conduit à une situation ridicule avec les juges officiels. Le règlement exigeait "une marche arrière", que la White Triplex n'avait pas. Les mécaniciens ont d'abord bricolé un moteur électrique et un rouleau avec un pneu, mais il ne fut pas en mesure de faire tourner les trois grands moteurs, qui ne pouvaient pas être débrayés. Un stratagème encore plus compliqué fut essayé, un essieu arrière distinct fut monté, maintenu au-dessus du sol jusqu'à la chute d'un levier de déverrouillage, puis entraîné par un arbre de transmission. L'appareil ne semble pas avoir été installé pendant la tentative de record, mais il satisfaisait les juges.
Le 22 avril 1928, Keech établit un nouveau record de vitesse sur terre de (334 km/h à Daytona.

## La mort de Lee Bible

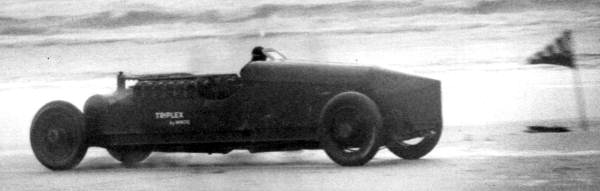
La Triplex Spécial en 1929, conduite par Lee Bible
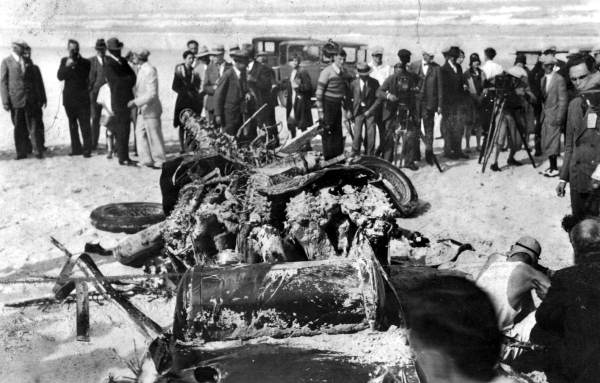
L'épave après l'accident mortel de Lee Bible

Le record fut porté à plus de 370 km/h par Henry Segrave sur la Golden Arrow le 11 mars 1929. White demanda à Keech de conduire à nouveau, cette fois à Ormond Beach, et de battre le nouveau record avec la Triplex. Keech refusa, estimant la voiture trop dangereuse. White embaucha alors le mécanicien de l'équipe, Lee Bible, un propriétaire de garage n'ayant aucune expérience de la conduite à ces vitesses.
Sur ses deux premières courses, Bible fut chronométré à 299 km/h et ensuite à 325 km/h, à la fois en dessous des meilleurs temps de la Triplex Spécial et bien en deçà des records de la Golden Arrow. À la fin de cette seconde course, la Triplex est sortie de la piste et termina sa course dans les dunes de sable, ce qui provoqua des tonneaux sur plus de 60 m avant de s'arrêter. Bible fut éjecté de la voiture et connut une mort instantanée. Un cinéaste d'actualités de Pathé cinéma et spectateur, Charles Traub, a également été tué. On accusa Bible d'avoir décéléré trop vite, on accusa le manque de stabilité de la Triplex. Il y a controverse à propos de ces deux morts, car il est également difficile de savoir si le photographe était dans une zone de sécurité ou s'il s'est approché de la ligne de course de trop près pour obtenir du métrage de plus en plus dramatique.